# Jägersro (anläggning)
Jägersro Trav & Galopp i Malmö, Skåne län, är en av Sveriges största tävlings- och träningsanläggningar för trav- och galopphästar. Jägersro är landets enda kombinerade trav- och galopparena, där travbanan omgärdas av en galoppbana.

## Om banan
Jägersro är också Sveriges äldsta stationära tävlingsbana för hästsport. Arenan ligger i stadsdelen Husie och grundades år 1907 av byggmästaren Christian Lauritz Müller. Den 20 maj samma år slog Jägersro upp portarna för den första tävlingsdagen.
Jägersro anordnar idag cirka 100 tävlingsdagar varje år med trav, galopp, ponnytrav och ponnygalopp. Utöver tävlingarna arrangeras barn-, ungdoms- och vuxenutbildning inom trav och galopp, sommarläger, lovaktiviteter, gymnasial utbildning (Naturbruksprogrammet), företagslopp, dubbelsulky, konferenser, mässor och nöjesevenemang.

## Årliga evenemang

### Trav
- Gentlemannadagen, på Kristi himmelsfärdsdag, är Jägersros stora familjedag som arrangeras av Skånska Travamatörklubben.
- Hugo Åbergs Memorial, sista tisdagen i juli, är den publikmässigt sett största travdagen på Jägersro, med elithästar från hela världen.[2]
- Svenskt Travderby, ett av tre klassiska lopp i Sverige för de bästa fyraåriga svenskfödda travhästarna, som sedan 1928 körs den första söndagen i september. Ett mycket prestigefullt lopp där kretsen kring den vinnande hästen bland annat erhåller den lejongula Derbykavajen.[2]
- Svensk uppfödningslöpning, ett av de andra klassiska loppen, för de talangfullaste tvååriga svenska travhästarna, som körs på senhösten på Jägersro.
- C.L. Müllers Memorial, sista lördagen i oktober, körs i samband med att Jägersro anordnar V75.

### Galopp
- Svenskt Derby, rids i mitten av juli och är sedan 1918 en tävling för treåriga galopphästar. Den här dagen utses och belönas också de tjusigaste och originellaste hattarna bland publiken.[1]
- Svenskt Kriterium, galopptävling på hösten för tvååriga hästar.
- Svenskt Oaks, galopptävling för treåriga ston.
- Jägersro Sprint, galopptävling med de snabbaste äldre hästarna.
- Pramms Memorial, galopptävling på våren med Europas bästa äldre hästar.

## Omgivningen
Från Jägersrotornet strax intill arenan sänder Teracom radio och TV till Malmöområdet. Vid Inre Ringvägen ligger Malmö moské sedan 1984. Mittemot Jägersro trav & galopp ligger köpcentrumet Jägersro Center, Skandinaviens första stormarknad som öppnade 1962, då under namnet Wessels. Under 1960-talet byggdes även Jägersro villastad mellan travbanan och Amiralsgatan. Sydost om Jägersro ligger Migrationsverket och Jägershills koloniområde. Mellan Jägersrovägen och E65 ligger Fosie och Elisedals industriområde med företag, med bland andra Scan Coin och Aimpoint.